# Erik Mellbin
Erik Hugo Mellbin (ur. 30 czerwca 1901 w Göteborgu, zm. 30 października 1955 tamże) – szwedzki żeglarz, olimpijczyk, zdobywca srebrnego medalu w regatach na letnich igrzyskach olimpijskich w 1920 roku w Antwerpii.
Na Letnich Igrzyskach Olimpijskich 1920 zdobył srebro w żeglarskiej klasie klasie 40 m². Załogę jachtu Elsie tworzyli również Gustaf Svensson, Ragnar Svensson i Percy Almstedt.